# Гудько Володимир Володимирович
Володи́мир Володи́мирович Гудько́ — молодший сержант Збройних сил України.

## З життєпису
Станом на березень 2017-го — військовослужбовець 40-ї бригади тактичної авіації.

## Нагороди
За особисту мужність, сумлінне та бездоганне служіння Українському народові, зразкове виконання військового обов'язку відзначений — нагороджений
- орденом «За мужність» III ступеня (3.11.2015).